# Richard Drew
Richard Gurley Drew (22 giugno 1899 – Santa Barbara, 14 dicembre 1980) è stato un giornalista e inventore statunitense.
Noto soprattutto per aver inventato il nastro adesivo e averlo messo in commercio nel 1930. Alcune fonti direbbero che egli avesse inventato pure l'altra versione del nastro adesivo: il nastro biadesivo. Fu ricercatore della compagnia statunitense mondiale 3M, ipocoristico della Minnesota Mining and Manufacturing Company.